# خرگوش و تفنگ
خرگوش و تفنگ با نامِ اصلیِ خرگوش مغرور (روسی: Зайка-зазнайка) نام یک کارتون استاپ موشن عروسکی روسی است که در سال ۱۹۷۶ میلادی منتشر شد.
این کارتون بر پایهٔ کتابی به همین نام اثر نویسندهٔ نامدار کودکان سرگئی میخالکوف ساخته شد.
موسیقی این کارتون اثر میخائیل میرویچ است و صداگذاری آن نیز توسط بوریس فیلچیکف انجام شده‌است.
این کارتون در دههٔ ۶۰ خورشیدی از برنامهٔ کودک و نوجوان تلویزیون پخش شده‌است و در سال اخیر دی‌وی‌دی آن توسط شرکت سایوزمولتفیلم به بازار عرضه شده است.